# Eddie Morrison
Eddie Morrison (Gourock, 22 februari 1948 - 30 mei 2011) was een Schots voetballer en voetbalmanager.
Morrison speelde 271 wedstrijden voor Kilmarnock FC tussen 1967 en 1976 en was later ook actief bij Greenock Morton, waarvoor hij eenenveertig wedstrijden speelde. De aanvaller besloot zich na zijn carrière als actieve voetballer aan te sluiten bij de technische staf van Greenock Morton. In 1985 keerde hij terug naar Kilmarnock, waar hij nog vier jaar actief zou zijn als hoofdtrainer. In die jaren wist hij niet te promoveren naar de Scottish Premier League en in zijn laatste jaar degradeerde de club zelfs naar de Second Division.